# A Free Ride
A Free Ride – amerykański film pornograficzny (oryg. stag movie) nakręcony w New Jersey w 1915 roku (według innych szacunków 1915–1917, 1917–1919 czy nawet 1923). Znany także pod tytułami A Grass Sandwich (dosł. Kanapka z trawy, slangowe określenie na stosunek seksualny na murawie), Pee for Two (dosł. Siusianko dla dwojga), czy The Roaring Twenties (dosł. Ryczące Dwudziestki).
Różne tytuły były nadawane przez kolejnych wyświetlających film, którzy go wcześniej montowali lub dokonywali jego renowacji, a informacje o tytule, jak i twórcach, znajdowały się na szczególnie podatnych na zniszczenie pierwszych metrach taśmy filmowej.
Nie jest znana tożsamość aktorów i twórców filmu, jako że podane na planszy tytułowej imiona i nazwiska są wyłącznie żartami słownymi, aktor nosi sztuczne wąsy, a aktorki peruki, co uniemożliwiło identyfikację.
Jest to pierwszy (lub pierwszy zachowany) amerykański film pornograficzny ukazujący stosunek seksualny. Uważany za pierwszy amerykański film tego gatunku, co jednak jest wątpliwe. Jest to najstarszy amerykański film pornograficzny znajdujący się w kolekcji Kinsey Institute. Data powstania filmu jest szacowana różnie przez różne źródła, choć rok 1915 jest najpowszechniej wskazywany przez źródła pisane. Kinsey Institute datuje film na lata 1917–1919 (lub dokładnie na rok 1915), inni na wcześniejsze lata 1915–1917. Historyk Kevin Brownlow i inni specjaliści, opierając się na widocznej w filmie modzie oraz charakterystycznej peruce noszonej przez jedną z aktorek, wskazują nawet na rok 1923.
Film w swoich czasach nie był szeroko dystrybuowany, ale później doczekał się pewnej sławy. W 2004 roku reżyser z Nowego Jorku Lisa Oppenheim nakręciła remake filmu, jednak w jej wersji nie wystąpili aktorzy, a igraszki zostały zasugerowane ukazaniem krajobrazu i drzew.

## Fabuła
Film otwiera plansza tytułowa, zawierająca także informację o twórcach: reżyser A. Wise Guy, zdjęcia Will B. Hard, autor plansz Will She, co było typowym dla tego okresu humorem, bowiem wszystkie nazwiska to gry słowne, homofony (w tłumaczeniu: reżyser Cwaniak, zdjęcia Będzie ostro, plansze Zrobi to?).
Akcja filmu toczy się wyłącznie w plenerach, o czym informuje także plansza na początku. Film otwiera scena przedstawiająca mężczyznę (noszącego ewidentnie sztuczne wąsy) w sportowym kabriolecie, zabierającego na przejażdżkę (podwożącego autostopem) w wiejskiej okolicy dwie dziewczyny. Mężczyzna zatrzymuje samochód, po czym ocenia charakter dziewcząt podczas krótkich zalotów, a po chwili przeprasza i udaje się za drzewo oddać mocz. Dziewczęta podążają za nim i doznają pobudzenia seksualnego podczas podglądania go podczas tej czynności. Kiedy mężczyzna wraca, za potrzebą udają się z kolei one, a on je podgląda. Następnie mężczyzna oddala się do lasku z jedną z dziewcząt, gdzie odbywa z nią stosunek seksualny, po chwili dołącza do nich druga dziewczyna. Na koniec wszyscy wracają do samochodu. W filmie przedstawiony jest stosunek seksualny w kilku pozycjach, palcówka, ręczna stymulacja członka, fellatio i cunnilingus, podglądactwo oraz elementy urofilii. Kwestie aktorów przedstawione są na charakterystycznych dla kina niemego planszach.